# Media Access Control
MAC eller Media Access Control, är ett underlager som tillsammans med LLC-lagret utgör OSI-modellens datalänkskikt. Lagret styr hur nätverksnoderna får åtkomst till OSI-modellens fysiska skikt.

## Begrepp

### MAC-adress
En MAC-adress eller Media Access Control address är en unik identifierare för nätverkskort och används typiskt i LAN av typen IEEE 802.3 eller WLAN av typen IEEE 802.11. MAC-adressen används vid kommunikation inom nätverket och sägs tillhöra lager 2 i OSI-modellen. 

### MAC-filtrering
Är en grundläggande form av säkerhet och ger ett skydd mot obehörigt utnyttjande av nätverksresurser. MAC-filtrering innebär att tex. en switch släpper in och tilldelar resurser som IP-adress etc. till klienter med kända och godkända MAC-adresser. Skyddet är relativt lätt att komma runt genom sk. spoofing.

### Spoofing
Spoofing kallas det när man använder en annan MAC-adress än den som finns hårdvarulagrad i nätverkskortet för att lura filter som skall begränsa tillgängligheten till nätverksresurser.